# St. Michael (Mettenheim)

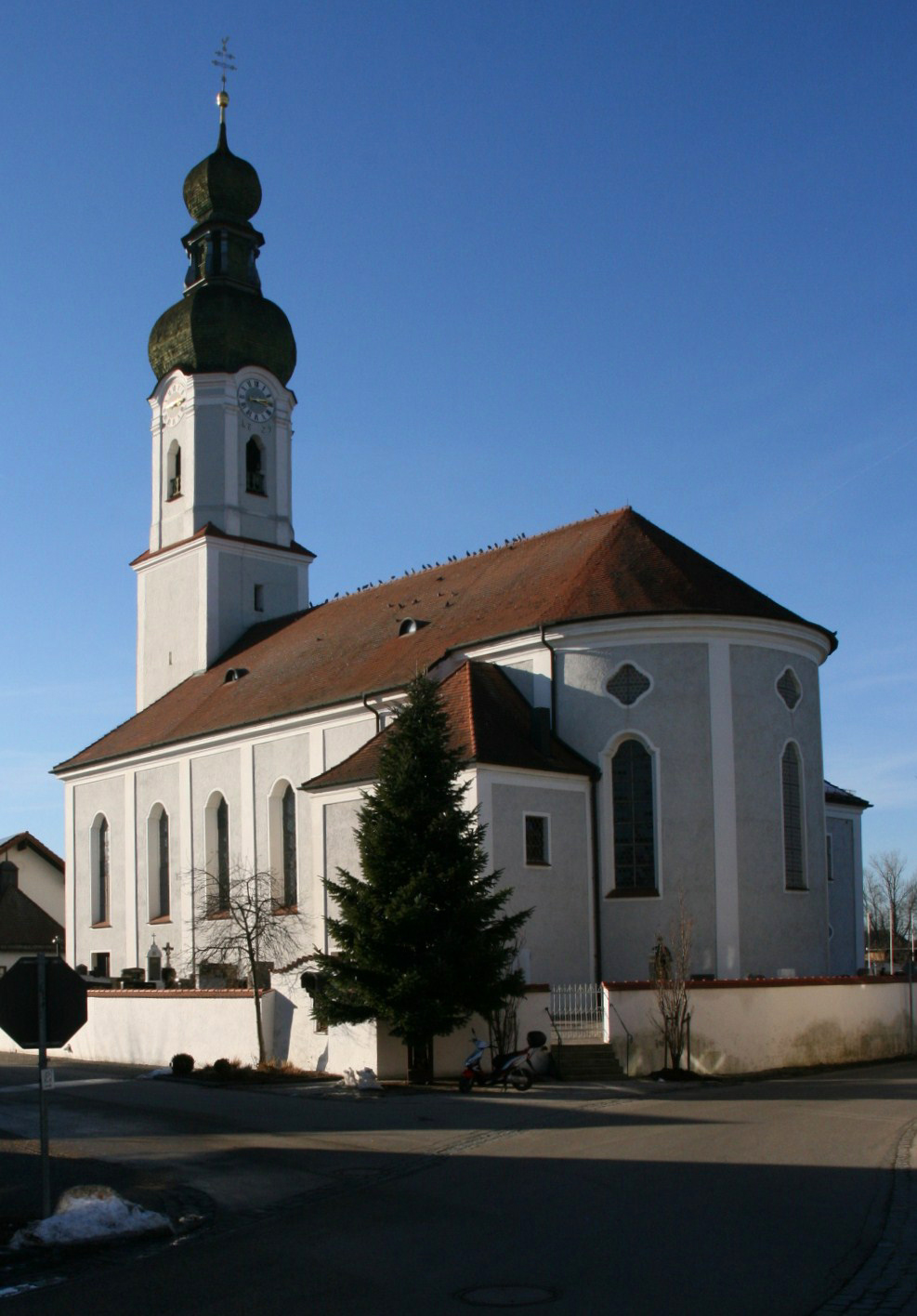
Pfarrkirche St. Michael

Die Pfarrkirche St. Michael ist die katholische Pfarrkirche von Mettenheim im Landkreis Mühldorf am Inn. Sie gehört zur Pfarrei der Stadtkirche Mühldorf am Inn im Erzbistum München und Freising.

## Geschichte und Architektur
Der stattliche barocke Kirchenbau wurde 1717–1719 durch Maurermeister Dominikus Glasl und Parlier Corbinian Pachmayr anstelle eines mittelalterlichen Vorgängerbaus erbaut und 1720 geweiht. Das Bauwerk dominiert das große, sehr alte Dorf. Der ursprünglich freistehende Westturm wurde 1729/1730 barockisiert und in das Bauwerk einbezogen. Renovierungen erfolgten in den Jahren 1975 im Innern und 1992 außen. Im Jahr 2009 wurde der restaurierte Engelszyklus im Langhaus der Kirche wieder eingeweiht.
Die Saalkirche besitzt einen Turm mit doppelter Zwiebelhaube im Westen und einen halbrunden Chor im Osten, wo zwei seitliche kleinere Anbauten die zweigeschossige Sakristei im Norden und ein Oratorium von 1887 aufnehmen. Nördlich am Turm ist die Sieben-Zufluchten-Kapelle, südlich die Allerseelenkapelle angebaut.
Der prachtvolle Innenraum ist gleichfalls barock gestaltet und von beeindruckender Raumwirkung. Ein Tonnengewölbe mit Stichkappen schließt das vierjochige Langhaus ab. Der dichte Stuckdekor wird Nikolaus Liechtenfurtner zugeschrieben; der Stuck am Chorbogen stammt von Joseph Pösinger aus dem Jahr 1735 und wurde 1773 durch Johann Philipp Wagner ergänzt. Das Deckengemälde wird Joseph Anton Haas zugeschrieben und zeigt im Chor die Erscheinung des Erzengels Michael über dem Monte Gargano und im Hauptbild des Langhauses die Erscheinung des berittenen Erzengels Michael bei der Schlacht am Weißen Berg im Jahr 1620 bei Prag. Die zentrale Personengruppe dieses Gemäldes zeigt Kurfürst Maximilian I. mit dem beratenden Karmelitenpater Dominicus und dem Feldherrn Tilly.

## Ausstattung
Der Hochaltar im Chor, zwei Nebenaltäre rechts und links des Chores, eine Kanzel und eine zweistöckige Orgelempore, alle barock gestaltet, bilden die Hauptstücke der Ausstattung.
Der Hochaltar aus den Jahren 1738–1747 wurde von den Schreinern Tobias Lackner und Philipp Simmel geschaffen und mit den Figuren der Verkündigung Mariä und der Heiligen Joachim und Anna von Johann Georg Kapfer versehen. Die Fassung und das Altarblatt stammen von Johann Baptist Rabensteiner. Die gleichzeitigen Seitenaltäre wurden vermutlich von Mühldorfer Meistern geschaffen.
Die Kanzel stammt aus dem Jahr 1747, ebenfalls von Kapfer. Ein prachtvoller Engelszyklus an den Wandpfeilern vom Beginn des 18. Jahrhunderts unterstreicht den Charakter der Kirche als Engelskirche. Eine spätgotische Figur des Petrus ist im Chor erhalten. Unter der Kanzel findet sich ein Priestergrabstein von 1517 aus Rotmarmor.
Die Orgel ist ein Werk von Jakob Müller aus Rosenheim aus dem Jahr 1888 mit zehn Registern auf einem Manual und Pedal und wurde durch die Firma Eder Orgelbau restauriert.